# Rhizoplasmidae
Die Rhizoplasmidae sind eine Familie amöboider Protisten aus dem Stamm der Cercozoa. 

## Merkmale
Die Vertreter sind große Zellen von meist 1 bis 10 mm Größe. Es sind nackte Protoplasmen mit einer zentralen Masse, die von ausgeprägten verzweigten und vernetzten Reticulopodien umgeben sind. Die Reticulopodien sind granulär. Es sind meist Einzelzellen, können aber auch zu Meroplasmodien verschmelzen. 

## Systematik
Die Rhizoplasmide werden in unsicherer Position in die Klasse Proteomyxidea innerhalb der Cercozoa gestellt. 
Folgende Gattungen werden von Bass et al. zur Familie gezählt: 
- Rhizoplasma
- Protomyxa
- Protogenes
- Pontomyxa
- Dictiomyxa
- Myxodictylum

Einige Vertreter könnten sich wie Reticulomyxa als nackte Foraminiferen erweisen, molekulargenetische Untersuchungen stehen jedoch noch aus.

## Belege
- David Bass, Ema E.-Y.Chao, Sergey Nikolaev, Akinori Yabuki, Ken-ichiro Ishida, Cédric Berney, Ursula Pakzad, Claudia Wylezich, Thomas Cavalier-Smith: Phylogeny of Novel Naked Filose and Reticulose Cercozoa: Granofilosea cl.n. and Proteomyxidea Revised. Protist, 2008 doi:10.1016/j.protis.2008.07.002